# Sam Panopoulos
Sotirios Panopoulos (en griego Σωτήριος Πανοπούλος; 20 de agosto de 1934 - 8 de junio de 2017), popularmente conocido como Sam Panopoulos, fue un cocinero y empresario canadiense de origen griego que destacó como introductor de la piña en conserva a la pizza —conocida como pizza hawaiana.

## Biografía
Panopoulos emigró a Halifax (Canadá) en 1954, cuando tenía 20 años. Se mudó varias veces, trabajando en la mina a Elliot Lake. Con el tiempo, se acabaría mudando a Chatham-Kent (Ontàrio), donde abrió un restaurante con sus hermanos Elias y Nikitas, el Satellite Restaurante. Servía hamburguesas, patatas fritas y otras comidas típicas norteamericanas. A partir de 1960 empezó a servir pizzas (que apenas emergían como comida popular en los Estados Unidos), y el 1962 introdujo por primera vez la piña enlatada, hecho que no se popularizó inmediatamente entre sus clientes pero sí adquirió relevancia posteriormente, a la vez que iba regentando otros restaurantes donde siguió vendiéndola.
El año 1980 vendió su restaurante y se mudó a London (Ontario) durante el resto de su vida. Permaneció casado con su esposa Christine durando más de 50 años, aconteciendo padre en dos ocasiones. El 8 de junio de 2017 murió repentinamente a los 83 años en el Hospital Universitario de London (Ontario).